# راما الأول
فيرا شاكري (بالتايلندية: พระบาทสมเด็จพระพุทธยอดฟ้าจุฬาโลกมหาราช) أو راما الأول (بالتايلندية:พระบาทสมเด็จพระปรมินทรมหาจักรีบรมนาถฯ พระพุทธยอดฟ้าจุฬาโล) دامت فترة حكمه من 20 مارس 1736إلى 7 سبتمبر 1809 يعتبر المؤسس الأول لمملكة سيام والجد الأول لأسرة شاكري بعد أن تم خلع ملك مملكة ثونبوري كان فيرا شاكري وهو قائد في جيش مملكة ثونبوري في غزوة إلى كمبوديا وبعد سقوط الدولة عاد الجنرال شاكري بجيشه إلى ثونبوري واستطاع أن يحكم البلاد وأسس مملكة سيام التي تعرف اليوم بتايلاند.

## روابط خارجية
- راما الأول على موقع الموسوعة البريطانية (الإنجليزية)